# Ecsedi István
Ecsedi István (Debrecen, 1885. szeptember 29. – Debrecen, 1936. május 19.) magyar etnográfus, múzeumigazgató. A Magyar Numizmatikai Társulat debreceni csoportjának elnöke, a Múzeumbarátok Körének ügyvezető alelnöke. A Csokonai Kör örökös tagja, a debreceni Tisza István Tudományos Társaság, a Magyar Alföldkutató Bizottság, a Magyarhoni Földtani Társaság, a Természettudományi Társaság tagja. A Magyar Földrajzi–Néprajzi Társaság, a Magyar Adria Egyesület, a debreceni Műpártoló Egyesület, a debreceni Gazdasági Egyesület és a Kollégiumi Diákszövetség választmányi tagja. A debreceni Rotary Club tagja. A Magyar Turista Egyesület (MTE) debreceni csoportjának alelnöke.

## Élete, munkássága
Régi debreceni családból származott. Apja Ecsedi István (1857–1934) gazdálkodó, anyja Szűcs Erzsébet volt. Három testvére született. A Debreceni Református Főgimnáziumban érettségizett. 1908-ban Budapesten doktorált, majd történelem-földrajzszakos tanári diplomát szerzett. 1908–1909 között Szegeden tanár. 1909-től a debreceni református tanítóképző tanára. 1912-től a debreceni városi múzeum tiszteletbeli őre, a néprajzi osztály vezetője. Mint önkéntes a tiroli első császárvadász ezredben szolgált. A világháború előtt a 39-es gyalogezredhez helyezték át. Súlyosan megsebesült a galíciai fronton.  A világháborút végig harcolta és mint főhadnagy szerelt le. 1929-től a megalakult Déri Múzeum első igazgatója. 1925-ben „Magyarország földrajza és néprajza” tárgykörből a debreceni egyetemen magántanárrá képesítették. Rendszeresen tartott néprajzi előadásokat. Ecsedi tette rendszeressé a tanulmányi kirándulásokat. Azok szervezésére utódjául nevelte egyik tanítványát, Somorjai Lászlót, a képző első önálló testnevelő tanárát. Cikkei és tanulmányai a tiszántúli, elsősorban a hajdúsági és debreceni népi kultúra különböző területeivel foglalkoznak. Számos újdonság mellett a nevéhez fűződik Magyarország első pusztai múzeumának létrehozása is 1934-ben. Nevéhez fűződik a Hortobágy reális képének fölfedezése. A népi vadászatról, halászatról és táplálkozásról szóló tanulmányai úttörő jellegűek. A Déri Múzeum néprajzi anyagát nagyszámú értékes tárggyal gyarapította. Több földrajzi tankönyvet és környezetismereti munkát is írt. Földrajzi-néprajzi utazást tett a Balkánon és a Közel-Keleten.
Ecsedi István három kontinens országait kutatta, de megmaradt lokálpatriótának. Lappföldről rénszarvasagancsból faragott karcolozott kést, halhéjkanalat, síkötő szalagokat hozott. Jegesmedvével fényképezte le a lappokat, bolgár földműveseket örökített meg primitív szerszámokkal.
Sírhelye: Debrecen, Nagyerdei Köztemető, Nemzeti Sírkert, Dísz jobb parcella 3. sor 6. - Dr. Ecsedi István etnográfus, múzeum igazgató

## Főbb művei

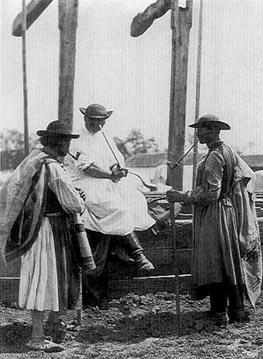
Pásztorok bocskorban, csizmában. Hortobágy (Hajdú-Bihar megye). Ecsedi István felvétele, 1933 (Déri Múzeum, Debrecen)

- A Hortobágy-puszta természeti viszonyai tekintettel a mezőgazdaságra. (Szeged, 1908)
- Karacs Ferenc térképmetsző élete és művei. (1770–1838) (Debrecen, 1912)
- A Hortobágy-puszta és élete (Debrecen, 1914)
- Ecsedi István, Bodnár Lajos: Hortobágyon kivirult az ibolya, Exodus, (Kolozsvár, 1942)
- Poros országutakon (Debrecen, 1925)

…Bizonyos, hogy az Alföld nem nevelt turistákat, akik szeretetükkel összekapcsolnák a magyar lelket az Alfölddel. A magyar föld népe szereti őszintén, öntudatlanul a földet, mely szülte, táplálja és végre eltakarja. Szerelmét néhány egyszerű dalban öntötte ki. Ámde ki vette észre az egyszerű szívnek egyszerű meleg rezgéseit? Az átutazók megcsudálják a pusztát, a kanyargó folyókat, az egyedül unatkozó kutágasokat, a varjúrugta csárdát. A költészet nemes varázsával vonták be, mint ősi magyar érdekességeket. Ámde turisztikai leírás vagy csak a kedves vonatkozások feljegyzése, a lüktető magyar lélek lehelete nem ihlette meg tollukat.…
- Hortobágyi pásztor- és betyárnóták dallamokkal,  Debrecen, 1927.[3]
- A bolgárok földjén Utirajzok. Debrecen, 1929. Tiszántúli Könyv- és Lapkiadó Rt. Csikós Tóth András rajzaival illusztrálva.
- Gazdasági evés (Népünk és Nyelvünk, 1931. 1–3. sz.)
- A rézmetszés művészete a Debreceni Református Kollégiumban. A rézmetsző deákok. (Debrecen 1931)
- Népies vadfogás és vadászat a debreceni határban és a Tiszántúlon (Debrecen, 1933)
- Népies halászat a Közép-Tiszán és a tiszántúli kisvizeken (Debrecen, 1934)
- A debreceni és tiszántúli magyar ember táplálkozása (Debrecen, 1935)
- A Hortobágy puszta és élete, Historiaantik Könyvesház Kiadó, Budapest, 2011, ID 2050000024818
- A Hortobágy-puszta természeti viszonyai, tekintettel a mezőgazdaságra, Historiaantik Könyvesház Kiadó, Budapest, 2013, ID 2050000024719
- Dr. Ecsedi István, Dr. Jeszenszky Sándor, Nagy Attila: Milyen volt Debrecen 1927-ben?, Uropath Bt. ,Debrecen,